# Shaogomphus postocularis
Shaogomphus postocularis – gatunek ważki z rodziny gadziogłówkowatych (Gomphidae). Występuje w Chinach, na Półwyspie Koreańskim, Dalekim Wschodzie Rosji oraz w Japonii.